# 奧勒姆 (加利福尼亞州)
奧勒姆（英語：Oleum）是位於美國加利福尼亞州康特拉科斯塔縣的一個非建制地區。該地的面積和人口皆未知。

## 地理
奧勒姆的座標為38°02′41″N 121°14′54″W / 38.04472°N 121.24833°W，而該地的平均海拔高度為62米（即203英尺）。